# Ain’t Never Gonna Give You Up
Ain’t Never Gonna Give You Up – piosenka i trzeci singel z trzeciego albumu amerykańskiej piosenkarki Pauli Abdul, zatytułowanego Head over Heels. W utworze gościnnie zaśpiewał zespół Color Me Badd. Piosenka nie była szeroko promowana, co przełożyło się na niskie pozycje na listach przebojów (112. miejsce na Billboard Hot 100). Abdul wykonała piosenkę w programie The Tonight Show Jaya Leno.

## Lista piosenek
Stany Zjednoczone – 5" CD
- „Ain’t Never Gonna Give You Up” – Single Edit 3:27
- „Ain’t Never Gonna Give You Up” – Livingsting Remix 3:57
- „Ain’t Never Gonna Give You Up” – Livingsting Club Mix 4:09
- „Love Don’t Come Easy” – LP 4:14

### Remiksy
- Single Edit 3:26
- Livingston Remix 3:57
- Livingston Club Mix 4:04

## Pozycje na listach przebojów
| Lista (1996)                                | Najwyższa pozycja |
| ------------------------------------------- | ----------------- |
| US Billboard Bubbling Under Hot 100 Singles | 12                |
| Australian Singles Chart                    | 57                |
| Canadian Singles Chart                      | 32                |